# Erik Herseth
Erik Johan Herseth (Oslo, 9 luglio 1892 – Oslo, 18 gennaio 1993) è stato un velista norvegese.

## Palmarès

### Olimpiadi
- 1 medaglia:
  - 1 oro (Anversa 1920 nella classe 10 metri, regole 1907)